# Lavans-sur-Valouse
Lavans-sur-Valouse foi uma comuna francesa na região administrativa de Borgonha-Franco-Condado, no departamento de Jura. Estendia-se por uma área de 9,51 km². Em 2010 a comuna tinha 139 habitantes (densidade: 14,6 hab./km²).
Em 1 de janeiro de 2019, passou a formar parte da nova comuna de Saint-Hymetière-sur-Valouse.